# Steve Bannon
Stephen Kevin „Steve” Bannon (n. 27 noiembrie 1953, Norfolk, Virginia, SUA) este Strateg Șef și Consilier Principal al președintelui Statelor Unite Donald Trump. Anterior asumării acestor funcții, Bannon a fost șeful campaniei prezidențiale din 2016 a lui Donald Trump. Înainte de a-și începe cariera politică, Bannon a servit ca președinte executiv al Breitbart News, website de știri, opinii și comentarii de extrema dreaptă, pe care Bannon l-a descris drept o platformă pe internet pentru ideologia alt-right.
Bannon a plecat temporar de la Breitbart pentru a lucra la campania lui Trump. După alegeri, el a anunțat că va demisiona de la Breitbart.